# Oberndorf (Bischbrunn)
Oberndorf ([ˈoːbɐnˌdɔʁf] ) ist ein Gemeindeteil der Gemeinde Bischbrunn im unterfränkischen Landkreis Main-Spessart in Bayern.

## Geographie
Durch das Kirchdorf fließt der Esselbach. Nachbargemarkungen sind Steinmark, Esselbach, Schollbrunn, der Bischbrunner Forst und Bischbrunn.

## Geschichte
Oberndorf wurde erstmals 1423 erwähnt. Die heutige Namensform enthält schon eine Urkunde von 1549. Der Name erklärt sich aus der Lage der Ortschaft zu Esselbach.
Vor der Gebietsreform in Bayern war Oberndorf eine Gemeinde.
Im Jahre 1862 wurde das Bezirksamt Marktheidenfeld gebildet, auf dessen Verwaltungsgebiet Oberndorf lag. 1939 wurde wie überall im Deutschen Reich die Bezeichnung Landkreis eingeführt. Oberndorf war nun eine der 47 Gemeinden im Landkreis Marktheidenfeld. Mit Auflösung des Landkreises Marktheidenfeld im Jahre 1972 kam Oberndorf in den neu gebildeten Landkreis Main-Spessart.
Oberndorf hatte am 1. Januar 2018 eine Einwohnerzahl von 883.

## Religion
Oberndorf ist katholisch geprägt. Die Filiale (Pfarrei St. Margareta Esselbach) Herz Mariä Oberndorf (Pfarreiengemeinschaft Heilig Geist im Spessartgrund, Esselbach) gehört zum Dekanat Lohr. Das Gotteshaus wurde 1955 geweiht.